# Premis Oscar de 1988
Els Premis Oscar de 1988 (en anglès: 61st Academy Awards) foren presentats el dia 29 de març de 1989 en una cerimònia realitzada al Shrine Auditorium de Los Angeles.
Aquesta fou la sisena, i última fins al moment, edició dels premis en que no hi hagué cap presentador.

## Curiositats
La pel·lícula més nominada i guanyadora de la nit fou Rain Man de Barry Levinson, que aconseguí vuit nominacions i quate premis: pel·lícula, director, actor per Dustin Hoffman i guió original. Hoffman aconseguí el segon Oscar de la seva carrera, convertint-se en el cinqué actor en aconseguir aquest fet. Sigourney Weaver es convertí, per la seva part, en el cinqué intèrpret (home o dona) en rebre dues nominacions en un mateix any, si bé fou la primera en no guanyar-ne cap.
En aquesta edició, a instàncies del productor, es generalitzà l'expressió "i l'Oscar és per..." (en anglès "and the Oscar goes to...) en comptes de "i el guanyador és..." (en anglès "and the winner is...). Així mateix no es cantà cap de les tres cançons nominades a millor cançó original, on la guanyadora fou Carly Simon per Working Girl, convertint-se en la primera dona compositora en aconseguir un Oscar de forma individual.

## Premis
A continuació es mostren les pel·lícules que varen guanyar i que estigueren nominades a l'Oscar l'any 1988:
| Millor pel·lícula | Millor direcció |
| --- | --- |
| - Rain Man (Mark Johnson per United Artists) - The Accidental Tourist (Lawrence Kasdan, Charles Okun i Michael Grillo per Warner Bros.) - Les amistats perilloses (Norma Heyman i Hank Moonjean per Warner Bros.) - Crema Mississippi (Frederick M. Zollo i Robert F. Colesberry per Orion Pictures) - Working Girl (Douglas Wick per 20th Century Fox) | - Barry Levinson per Rain Man - Charles Crichton per Un peix anomenat Wanda - Mike Nichols per Working Girl - Alan Parker per Crema Mississippi - Martin Scorsese per The Last Temptation of Christ |
| Millor actor | Millor actriu |
| - Dustin Hoffman per Rain Man com a Raymond "Rain Man" Babbit - Gene Hackman per Crema Mississippi com a Agent Rupert Anderson - Tom Hanks per Big com a Josh Baskin - Edward James Olmos per Lliçons inoblidables com a Jaime Escalante - Max von Sydow per Pelle, el conqueridor com a Lassefar                                                       | - Jodie Foster per Acusats com a Sarah Tobias - Glenn Close per Les amistats perilloses com a Marquise Isabelle de Merteuil - Melanie Griffith per Working Girl com a Tess McGill - Meryl Streep per A Cry in the Dark com a Lindy Chamberlain - Sigourney Weaver per Goril·les en la boira com a Dian Fossey |
| Millor actor secundari | Millor actriu secundària |
| - Kevin Kline per Un peix anomenat Wanda com a Otto West - Alec Guinness per Little Dorrit com a William Dorrit - Martin Landau per Tucker: l'home i el seu somni com a Abe Karatz - River Phoenix per Running on Empty com a Danny Pope - Dean Stockwell per Married to the Mob com a Tony "The Tiger" Russo                                           | - Geena Davis per The Accidental Tourist com a Muriel Pritchett - Joan Cusack per Working Girl com a Cyn - Frances McDormand per Crema Mississippi com a Mrs. Pell - Michelle Pfeiffer per Les amistats perilloses com a Madame Marie de Tourvel - Sigourney Weaver per Working Girl com a Katharine Parker |
| Millor guió original | Millor guió adaptat |
| - Ronald Bass (guió) i Barry Morrow (història i guió) per Rain Man - Gary Ross i Anne Spielberg per Big - Ron Shelton per Bull Durham - John Cleese (història i guió) i Charles Crichton (història) per Un peix anomenat Wanda - Naomi Foner per Running on Empty                                                                                       | - Christopher Hampton per Les amistats perilloses (sobre obra de teatre pròpia i hist. de Pierre Choderlos de Laclos) - Frank Galati i Lawrence Kasdan per The Accidental Tourist (sobre hist. d'Anne Tyler) - Anna Hamilton Phelan i Tab Murphy per Goril·les en la boira (sobre article de Harold T.P. Hayes) - Jean-Claude Carrière i Philip Kaufman per La insostenible lleugeresa del ser (sobre hist. de Milan Kundera) - Christine Edzard per Little Dorrit (sobre hist. de Charles Dickens) |
| Millor pel·lícula de parla no anglesa | |
| - Pelle, el conqueridor de Bille August (Dinamarca) - Hanussen d'István Szabó (Hongria) - Le maître de musique de Gérard Corbiau (Bèlgica) - Mujeres al borde de un ataque de nervios de Pedro Almodóvar (Espanya) - Salaam Bombay! de Mira Nair (Índia)                                                                                                | |
| Millor banda sonora | Millor cançó original |
| - Dave Grusin per The Milagro Beanfield War - John Williams per The Accidental Tourist - George Fenton per Les amistats perilloses - Maurice Jarre per Goril·les en la boira - Hans Zimmer per Rain Man | - Carly Simon (música i lletra) per Working Girl ("Let the River Run") - Bob Telson per Bagdad Café ("Calling You") - Lamont Dozier (música); Phil Collins (lletra) per Buster ("Two Hearts") |
| Millor fotografia | Millor maquillatge |
| - Peter Biziou per Crema Mississippi - Sven Nykvist per La insostenible lleugeresa del ser - Dean Cundey per Qui ha enredat en Roger Rabbit? - John Seale per Rain Man - Conrad Hall per Tequila Sunrise | - Ve Neill, Steve LaPorte i Robert Short per Beetlejuice - Rick Baker per Coming to America - Tom Burman i Bari Dreiband-Burman per Scrooged |
| Millor direcció artística | Millor vestuari |
| - Stuart Craig; Gérard James per Les amistats perilloses - Albert Brenner; Garrett Lewis per Beaches - Ida Random; Linda DeScenna per Rain Man - Dean Tavoularis; Armin Ganz per Tucker: l'home i el seu somni - Elliot Scott; Peter Howitt per Qui ha enredat en Roger Rabbit?                                                                         | - James Acheson per Les amistats perilloses - Deborah Nadoolman per Coming to America - Jane Robinson per A Handful of Dust - Patricia Norris per Sunset - Milena Canonero per Tucker: l'home i el seu somni |
| Millor muntatge | Millor so |
| - Arthur Schmidt per Qui ha enredat en Roger Rabbit? - Gerry Hambling per Crema Mississippi - Frank Urioste i John Link per Die Hard - Stu Linder per Rain Man - Stuart Baird per Goril·les en la boira | - Les Fresholtz, Rick Alexander, Vern Poore i Willie D. Burton per Bird - Robert J. Litt, Elliot Tyson, Rick Kline i Danny Michael per Crema Mississippi - Don J. Bassman, Kevin F. Cleary, Richard Overton i Al Overton, Jr. per Die Hard - Andy Nelson, Brian Saunders i Peter Handford per Goril·les en la boira - Robert Knudson, John Boyd, Don Digirolamo i Tony Dawe per Qui ha enredat en Roger Rabbit?                                                                                     |
| Millors efectes visuals | Millors efectes sonors |
| - Ken Ralston, Richard Williams, Ed Jones i George Gibbs per Qui ha enredat en Roger Rabbit? - Richard Edlund, Al DiSarro, Brent Boates i Thaine Morris per Die Hard - Dennis Muren, Michael J. McAlister, Phil Tippett i Christopher Evans per Willow                                                                                                  | - Charles L. Campbell i Louis Edemann per Qui ha enredat en Roger Rabbit? - Stephen Hunter Flick i Richard Shorr per Die Hard - Ben Burtt i Richard Hymns per Willow |
| Millor documental | Millor curtmetratge documental |
| - Hôtel Terminus: The Life and Times of Klaus Barbie de Marcel Ophüls - The Cry of Reason: Beyers Naude – An Afrikaner Speaks Out de Robert Bilheimer i Ronald Mix - Let's Get Lost de Bruce Weber i Nan Bush - Promises to Keep de Ginny Durrin - Who Killed Vincent Chin? de Renee Tajima i Christine Choy                                            | - You Don't Have to Die de William Guttentag i Malcolm Clarke - The Children's Storefront de Karen Goodman - Family Gathering de Lise Yasui i Ann Tegnell - Gang Cops de Thomas B. Fleming i Daniel J. Marks - Portrait of Imogen de Nancy Hale i Meg Partridge |
| Millor curtmetratge | Millor curtmetratge d'animació |
| - The Appointments of Dennis Jennings de Dean Parisot i Steven Wright - Cadillac Dreams de Matia Karrell i Abbee Goldstein - Gullah Tales de George deGolian i Gary Moss | - Tin Toy de John Lasseter i William Reeves - The Cat Came Back de Cordell Barker - Technological Threat de Bill Kroyer i Brian Jennings |

## Oscar Especial
- Richard Williams per Qui ha enredat en Roger Rabbit? (per la direcció de l'animació i la creació dels personatges animats)

## Premi Honorífic
- Eastman Kodak Company - en reconeixement de les contribucions fonamentals de la companyia durant el primer segle de la història del cinema. [estatueta]
- National Film Board of Canada - en reconeixement del seu 50è aniversari i el seu compromís per l'activitat artística, creativa i tecnològica i l'excel·lència en cada àrea. [estatueta]

## Premi Gordon E. Sawyer
- Gordon Henry Cook

## Presentadors
| Nom                                           |                                                                                |
| --------------------------------------------- | ------------------------------------------------------------------------------ |
| Charlie O'Donnell                             | Anunciador dels premis                                                         |
| Richard Kahn (president AMPAS)                | Obertura i benvinguda                                                          |
| Tom Selleck                                   | Introductor dels presentadors Melanie Griffith i Don Johnson                   |
| Melanie Griffith Don Johnson                  | Millor actriu secundària                                                       |
| Jane Fonda                                    | Presentadora del segment Rain Man, nominada a millor pel·lícula                |
| Kim Novak James Stewart                       | Millor so i millors efectes de so                                              |
| Robert Downey, Jr. Cybill Shepherd            | Millor maquillatge                                                             |
| Patrick Swayze                                | Presentador al tribut dels musicals dels anys 50                               |
| Patrick Swayze                                | Millor música original                                                         |
| Olivia Newton-John                            | Introductor dels presentadors Donald Sutherland i Kiefer Sutherland            |
| Donald Sutherland Kiefer Sutherland           | Premi Honorífic a la National Film Board of Canada                             |
| Anjelica Huston                               | Presentadora del segment Crema Mississippi, nominada a millor pel·lícula       |
| Willem Dafoe Gene Hackman                     | Millor direcció artística                                                      |
| Bo Derek Dudley Moore                         | Millor vestuari                                                                |
| Billy Crystal                                 | Presentador del muntatge de les cançons nominades amb ballarins de claqué      |
| Sammy Davis, Jr. Gregory Hines                | Millor cançó                                                                   |
| Candice Bergen Jacqueline Bisset Jack Valenti | Millor pel·lícula de parla no anglesa                                          |
| Barbara Hershey                               | Presentadora del segment The Accidental Tourist, nominada a millor pel·lícula  |
| Michael Caine Sean Connery Roger Moore        | Millor actor secundari                                                         |
| Beau Bridges Jeff Bridges Lloyd Bridges       | Millors efectes visuals                                                        |
| Walter Matthau                                | Introductor dels presentadors Lucille Ball i Bob Hope                          |
| Lucille Ball Bob Hope                         | Interpretació de "I Wanna Be an Oscar Winner"                                  |
| Geena Davis Jeff Goldblum                     | Millor curtmetratge documental                                                 |
| Edward James Olmos Max von Sydow              | Millor documental                                                              |
| Anne Archer                                   | Presentadora del segment Les amistats perilloses, nominada a millor pel·lícula |
| Charles Fleischer Robin Williams              | Premi Especial a Richard Williams                                              |
| Demi Moore Bruce Willis                       | Millor fotografia                                                              |
| Carrie Fisher Martin Short                    | Millor curtmetratge i curtmetratge d'animació                                  |
| Michael Douglas                               | Millor actor                                                                   |
| Ali MacGraw                                   | Presentadora del segment Working Girl, nominada a millor pel·lícula            |
| Farrah Fawcett Ryan O'Neal                    | Millor muntatge                                                                |
| Angie Dickinson                               | Presentadora Premis Científics i Tècnics i Premi Gordon E. Sawyer              |
| Richard Dreyfuss Amy Irving                   | Millor guió original                                                           |
| Michelle Pfeiffer Dennis Quaid                | Millor guió adaptat                                                            |
| Goldie Hawn Kurt Russell                      | Millor direcció                                                                |
| Tom Cruise Dustin Hoffman                     | Millor actriu                                                                  |
| Cher                                          | Millor pel·lícula                                                              |

### Actuacions
| Nom | Paper                        | Peça |
| --- | ---------------------------- | --- |
| Marvin Hamlisch | Arranjador musical Conductor | Orquestra |
| Army Archerd Eileen Bowman Coral Browne Cyd Charisse Dale Evans Alice Faye Merv Griffin Dorothy Lamour Rob Lowe Tony Martin Vincent Price Buddy Rogers Roy Rogers Lily Tomlin                                                                                               | Interpreten                  | "I Only Have Eyes for You" de Dames "You Are My Lucky Star" from Broadway Melody of 1936 "I've Got a Lovely Bunch of Coconuts" "Proud Mary" "Hooray for Hollywood" de Hollywood Hotel |
| Keith Coogan Patrick Dempsey Corey Feldman Joely Fisher Tricia Leigh Fisher Savion Glover Carrie Hamilton Melora Hardin Ricki Lake Matt Lattanzi Chad Lowe Tracy Nelson Patrick O'Neal Corey Parker Tyrone Power, Jr. Holly Robinson Peete Christian Slater Blair Underwood | Interpreten                  | "(I Wanna Be an) Oscar Winner" |

## Múltiples nominacions i premis
| Premis | Pel·lícula                         |
| ------ | ---------------------------------- |
| 8      | Rain Man                           |
| 7      | Les amistats perilloses            |
| 7      | Crema Mississippi                  |
| 6      | Qui ha enredat en Roger Rabbit?    |
| 6      | Working Girl                       |
| 5      | Goril·les en la boira              |
| 4      | The Accidental Tourist             |
| 4      | Die Hard                           |
| 3      | Un peix anomenat Wanda             |
| 3      | Tucker: l'home i el seu somni      |
| 2      | Big                                |
| 2      | Coming to America                  |
| 2      | Little Dorrit                      |
| 2      | Pelle, el conqueridor              |
| 2      | Running on Empty                   |
| 2      | La insostenible lleugeresa del ser |
| 2      | Willow                             |

| Premis | Pel·lícula                      |
| ------ | ------------------------------- |
| 4      | Rain Man                        |
| 3      | Les amistats perilloses         |
| 3      | Qui ha enredat en Roger Rabbit? |